# مونتي راندولف
مونتي راندولف مهندس معماري ومصمم وفنان برازيلي.
كان راندولف طالبًا في الاتصالات المرئية والتصميم الصناعي في الجامعة الأسقفية الكاثوليكية في ريو دي جانيرو.
في عام 1996 قام بتصميم ملهى ساو باولو الليلي يو تورن. في عام 2011 كان راندولف مسؤولاً جنبًا إلى جنب مع المهندسين المعماريين مارسيلو بونتيس وباولا زيميل وإدواردو شلبي عن إعادة تصميم من الرؤية الأصلية للشركة الفرنسية البرازيلية تريبتيكوي لنادي دي إدج للموسيقى الإلكترونية في حي بارا فوندا في ساو باولو.
بالنسبة لجهود شركة نايكي في دورة الألعاب الأولمبية الصيفية لعام 2016 في ريو دي جانيرو، «ريو سيم ليميتس» (ريو بلا حدود)، قام راندولف بعمل «مكعب مساحته 100 متر مربع من شاشات متحركة متعددة» وعرض.. «إسقاطات رسومية ملونة».
وقد صمم مواقع البيع بالتجزئة لأحذية ميليسا، وهي إحدى أقسام شركة غريندني. وُصف «تسلسل دخول» راندولف لمتجر أحذية ميليسا سوهو بمدينة نيويورك من قبل «التصميم الداخلي» بأنه «نفق حقيقي من مصابيح إل إي دي المتقاطعة والمحاطة بالمرايا».